# Milionia callima
Milionia callima är en fjärilsart som beskrevs av Rothschild och Jordan 1905. Milionia callima ingår i släktet Milionia och familjen mätare. Inga underarter finns listade i Catalogue of Life.